# 吉井みな
吉井 みな（よしい みな、1990年8月6日 - ）は、日本のAV女優。ハーレムエンターテイメント所属。
出身地:神奈川県。血液型:O型。身長:152cm。スリーサイズ:B86・W60・H85cm。趣味・特技:料理、漫画、マッサージ。

## 略歴・人物
2011年にデビューしたロリ系の企画女優。

## 出演作品

### アダルトDVD
2011年
- 素人投稿シリーズ 【未成年（四一八）】 現役女子●生アイドルをつまみ食い! 01（9月30日、ゴーゴーズ）
- 近所の気になる小●生（12月22日、First Star）
- 近親子●交姦スワッピング 乱交バスツアー（12月25日、JUMP）

2012年
- 高速ピストン指ずぼオナニー 2（1月30日、ジャネス）
- やっぱりポチャメンが好き 〜パイパンロリ娘の脂肪遊戯〜（2月10日、KUKI）
- 超キュートなKISS魔の濃厚接吻手コキ 3（2月15日、ジャネス）
- 「ママには言わないで…」ロリ性感オイルマッサージ 14（3月20日、LOTUS）
- 美少女肉壷扱い みな（3月24日、ラマ）
- 競泳水着立ちオナニー 24名の自慰中毒（4月1日、Fetishist）
- ロリ専科 即剃毛 顔にチンコを擦りつけられた制服●学生浴室マット口内発射 陰湿ブルマ手足拘束 中出し（4月6日、●5才）
- 犯されたホームレスにハマる少女（4月21日、アイエナジー）
- ドラッグストアの店員さん 今日のお仕事は中出し交尾♥（4月25日、サムシング）
- 黒人英会話教師のいたずらセクハラ指導! 英会話教室で教師をやっている僕はレッスンに通っている［うぶ学生］に居残り勉強と言って1人残しエッチないたずらをこっそり実行! 最後にはチ○ポを英訳させて［うぶマン］にメリメリと挿れちゃいました!（5月10日、Hunter）
- 女子校生15人オマ○コ指入れぴちゃぴちゃ自画撮りオナニー vol.7（5月20日、プリモ）
- 世間知らずなJKの接吻アルバイト（5月25日、アロマ企画）
- ミニスカサイハイソックス足コキ（5月25日、TMA）
- ピカピカのロリ年生 コスプレ貧乳パイパンロリータ 超新星パイパンロリータ 吉井みな（5月25日、JUMP）
- 身長140cm代限定!ちびっこ3人組が営業中の男湯でパパには内緒のHなイタズラごっこ 超大人気ロリっこたちが知らないおじさんにオナニー見せつけ&手コキ♥フェラ♥素股♥セックス3連発すぺしゃる!（6月7日、SODクリエイト）
- こいつはヤリたい! 秋葉原発! AKIBAコス 洗体マッサージ店（7月15日、スターパラダイス）
- 街角で「無料乳ガン検診しませんか?」と誘い出し、素人娘のおっぱいを…（7月15日、SCANDAL）
- 高熱で弱った女の熱いマ○コに肉棒注射！鬼畜介抱SEX（7月15日、SCANDAL）
- 傍観者 ガラガラの電車に座っていたら目の前の女子が犯されだした…（7月20日、スターパラダイス）
- 微乳女子の恥じらい豊胸マッサージ（8月15日、スターパラダイス）
- 女子校生は在学中に国が決めた男性に種付けされて、出産するのが当たり前の国（8月23日、SODクリエイト）
- 恥ずかしながら成長した娘が超タイプ! そんな私にビッグチャンス到来!入院した私は「オシッコがしたい」とお見舞いにきてくれた娘に尿瓶を持ってもらい勃起したチ○ポを見せつけたら、娘は戸惑いつつも勃起チ○ポに興味を持ち奇跡的に発情!（9月6日、Hunter）
- ひなの（10月13日、無垢）※「ひなの」名義
- ロリ専科 ぺろぺろごっくん! おしゃぶり大好きっ! 20人のかわいいロリっ娘フェラチオcollection!（10月19日、GLAY'z）
- 黒髪女子校生 4（10月25日、ビッグモーカル）

2013年
- 処女であることが恥ずかしく、友達に打ち明けられない20代処女限定! 初めてのSEX研究会!! SEXの正しいヤリ方って…? 知ってて当たり前の年齢、だけど…処女。だから誰にも聞けず正直SEXがよくわからない。そんな悩める女性に、AV鑑賞・男性器の取り扱い方・目の前で生ハメ実演等を行ったら、これまで経験したことない［エロい空気感］と［処女を早く捨てたい!］という願望から、大胆にもその場で初めてのSEXを求めて来た!（2月7日、Hunter）
- 大胆パンチラで挑発され、ま○こ見せつけられながらパンツで手コかれちゃった僕。（2月25日、アロマ企画）
- ママ公認 ロリアイドル最終選考オーディション 4（3月25日、ビッグモーカル）
- 「私のパンツ見たでしょ!」偶然見えたクラスメイトのパンチラはまさかの勝負下着? 視界に飛び込む刺激的なパンチラ。勝手にドキドキしていたら、ガン見しているのがバレて、超キレられると思ったら、なぜか放課後にあえて自分から勝負下着を見せ感想を求めるクラスの女子。どうやら彼氏ができて1年以上経つのにセックスが一切無いらしく、彼氏をその気にさせるべく勝負下着を購入したとのこと。でも欲求不満がピークな女子は勝負下着の感想そっちのけで勃起したボクのチ○ポをフル活用!（6月6日、Hunter）

### イメージDVD
- REAL LOLITA（2012年2月10日、TWCC）※「mina」名義
- つるるんベイビー（2012年2月17日、心交社）※「吉川みな」名義
- 断りきれないハイジニーナ（2012年5月19日、渋谷書店.com）※「真野絵里奈」名義
- sex education（2012年8月10日、TWCC）※「mina」名義
- 清純美少女はハイジニーナ 全裸羞恥授業（2012年8月18日、渋谷書店.com）※「真野絵里奈」名義
- eroticzone（2013年5月17日、TWCC）※「mina」名義